# North Melbourne Football Club

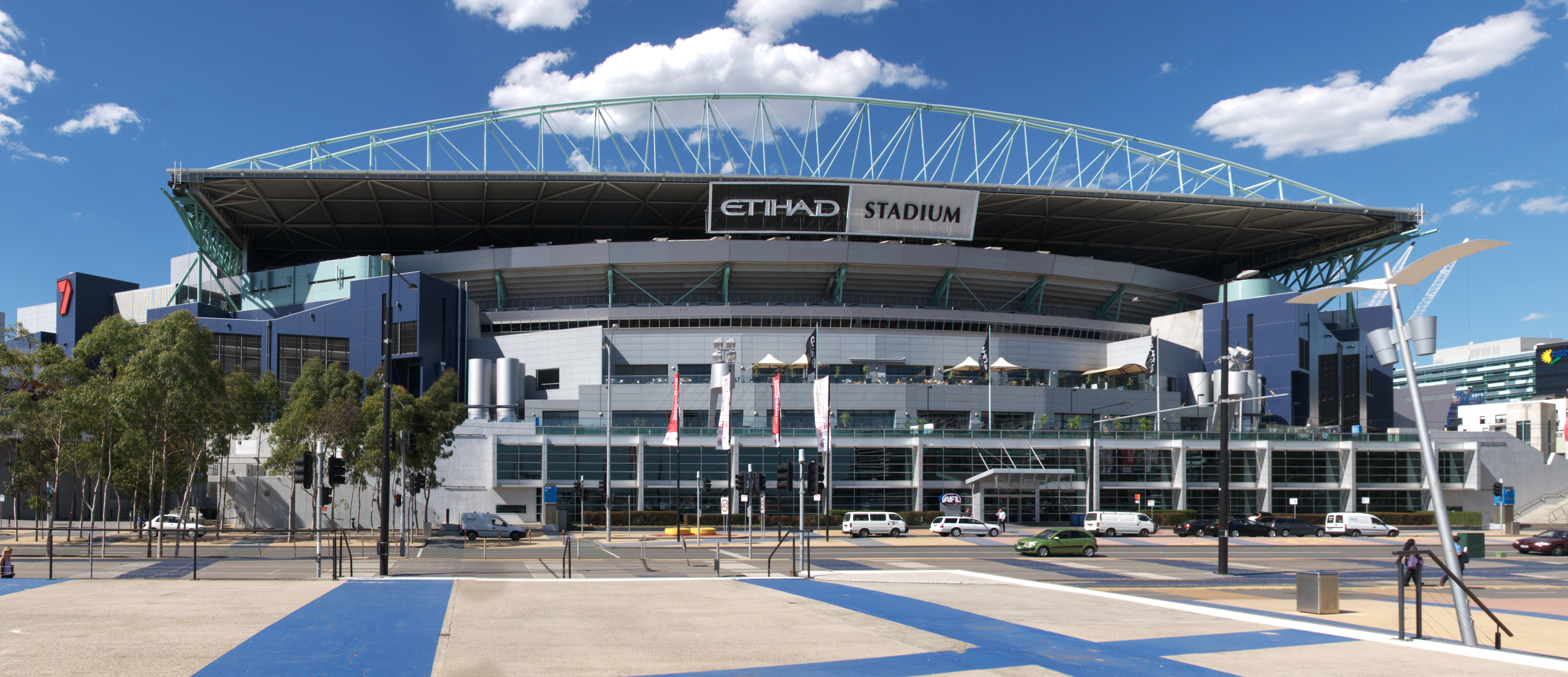
Marvel Stadium

De North Melbourne Football Club, bijgenaamd The Kangaroos (ook wel The Roos) is een Australian football club in Melbourne. De herenteam speelt in de Australian Football League (AFL) en is opgericht in 1869. Daarmee is het een van de oudste sportclubs in Australië en in de wereld. Het damesteam komt uit in AFL Women's (AFLW).

## Geschiedenis
Opgericht in de buitenwijk North Melbourne in 1869 en gevestigd in de Arden Street Oval, is het de vierde oudste club in de competitie, en een van de oudste nog bestaande clubs ter wereld. De oorspronkelijke accommodatie aan Arden Street doet nog steeds dienst als hoofdkwartier, trainingsfaciliteit en thuisbasis voor de damesteams. Het senior herenteam van de club speelt zijn thuiswedstrijden in het Marvel Stadium in het Docklands-gebied van Melbourne, evenals in de Blundstone Arena in Hobart, Tasmanië, dat ook door het damesteam wordt gebruikt als secundaire thuisbasis.
De mascotte van de club is een grijze kangoeroe, en het gebruik ervan dateert uit het midden van de 20e eeuw. De club staat ook onofficieel bekend als "The Shinboners", een term die dateert uit de 19e-eeuwse oorsprong van slachthuisarbeiders. Het motto van de club is 'victoria amat curam', Latijn voor "overwinning vereist toewijding".
De club is viermaal kampioen geweest van de AFL, het laatst in 1999.

## Bekende spelers
- Glenn Archer
- Wayne Carey
- Shannon Grant
- Brent Harvey
- Sav Rocca